# Museo Amparo

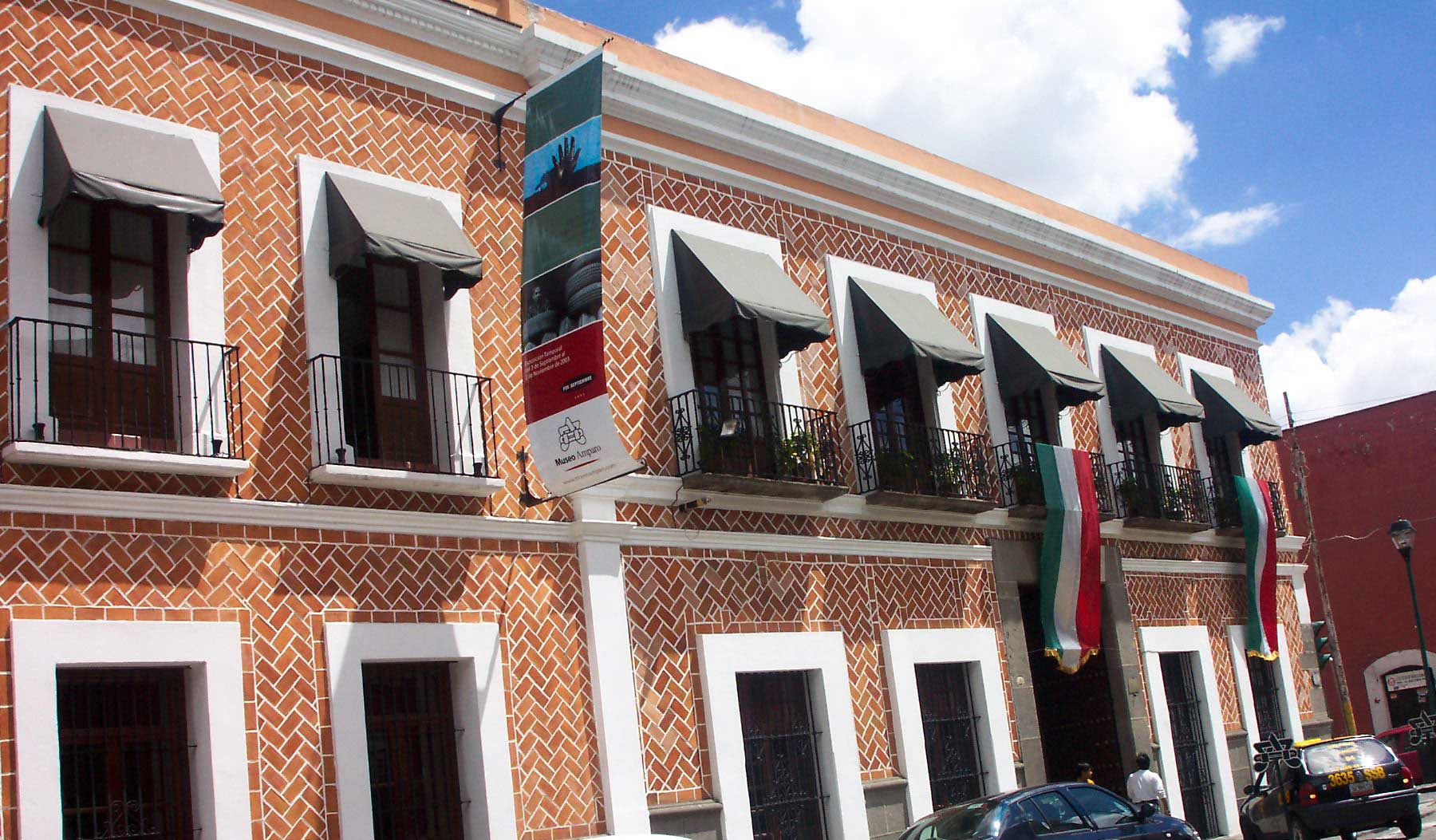
Façade du musée

Le Museo Amparo est un musée de la ville de Puebla au Mexique.

## Histoire
Il est construit en 1538 pour héberger l'hôpital Saint Jean de Latran. 
Au XVIIe siècle, l'évêque Juan de Palafox y Mendoza l'emploie pour abriter le Collège de jeunes filles. 
En 1871, l'avocat Espinosa Bandini acquiert une partie du bâtiment.
Son petit-fils Manuel Espinosa Yglesias en fait un musée qui porte le prénom de sa défunte femme et qui ouvre en 1991.